# Mémoires de la Société des Sciences Naturelles de Cherbourg
Mémoires de la Société des Sciences Naturelles de Cherbourg (abreviado Mém. Soc. Sci. Nat. Math. Cherbourg) es una revista con ilustraciones y descripciones botánicas que es publicada en Cherburgo en varias series desde 1879 hasta ahora. Fue precedida por Mém. Soc. Natl. Sci. Nat. Cherbourg.

## Publicaciones
- Serie n.º 3, vols. 2(22)-10(30), 1879-96/97;
- Serie n.º 4, vols. 1(31)-10(40), 1897/1900-24/29;
- Serie n.º 5, vol. 1(41)+, 193?+